# I. Feld
I. Feld ist ein aus einer Hofschaft hervorgegangener Wohnplatz in der bergischen Großstadt Solingen. Große Teile der einstigen Hofschaft wurden durch das Industrieunternehmen Brangs + Heinrich überbaut.

## Lage und Beschreibung
Der heute in der geschlossenen Bebauung aufgegangene Ort I. Feld befindet sich südlich der Solinger Innenstadt innerhalb des Stadtbezirks Solingen-Mitte. Die zu dem Ort gehörenden Gebäude befinden sich östlich des Gleisdreiecks zwischen der Bahnstrecke Solingen–Remscheid und der Korkenzieherbahn, sie liegen heute an der Felder sowie der Klingenstraße. Der Ort wird neben einigen Wohngebäuden aus der Nachkriegszeit durch das Firmengrundstück des Unternehmens Brangs + Heinrich dominiert. Nördlich, hinter der Bahngleisen der Strecke nach Remscheid, befindet sich der Gustav-Coppel-Park. Südlich liegen die Theodor-Heuss-Realschule sowie das Gymnasium August-Dicke-Schule.
Benachbarte Orte sind bzw. waren (von Nord nach West): Hippe, Kannenhof, Kannenbrühl, Meigenerbrühl, Meigen, IV., III. und II. Feld, Schützenhöhe, Schützenfeld, Werwolf und Solingen.

## Etymologie
Der Name des Ortes kommt mehrfach in Solingen vor, darunter auch in der Walder Hofschaft Felder Hof. Südlich der Solinger Innenstadt gab es insgesamt vier Höfe mit dem Namen Feld sowie drei Felder Straßen, die der Übersicht halber mit römischen Zahlen durchnummeriert wurden. Laut Brangs lagen die Orte Mitte der 1930er Jahre noch immer in relativ großen Feldern (= landwirtschaftlich genutzte Flächen), wodurch ihr Name erklärt werden könne.

## Geschichte
Der Hofschaftsname Feld ist bereits seit dem 14. Jahrhundert nachweisbar, die erste urkundliche Erwähnung erfolgte als van dem Velde im Jahre 1363.:1 Um welchen der vier Höfe es sich dabei handelt, ist nicht bekannt. Im Zehntverzeichnis der Abtei Altenberg von 1488 erscheinen alle vier Orte als Velde. In dem Kartenwerk Topographia Ducatus Montani von Erich Philipp Ploennies, Blatt Amt Solingen, aus dem Jahre 1715 ist der Ort mit einer Hofstelle verzeichnet und als u. Feldt (= Untenfeld oder unteres Feld) benannt. Er wurde in den Ortsregistern der Honschaft Dorp innerhalb des Amtes Solingen geführt. Die Topographische Aufnahme der Rheinlande von 1824 verzeichnet den Ort als unten zu Feld, die Preußische Uraufnahme von 1844 verzeichnet den Ort als 1stes Feld. In der Topographischen Karte des Regierungsbezirks Düsseldorf von 1871 ist der Ort ebenfalls als 1tes Feld verzeichnet.
I. Feld gehörte nach Gründung der Mairien und späteren Bürgermeistereien zur Bürgermeisterei Dorp, die im Jahre 1856 das Stadtrecht erhielt, und lag dort in der Flur X. Feld. Die Bürgermeisterei beziehungsweise Stadt Dorp wurde nach Beschluss der Dorper Stadtverordneten zum 1. Januar 1889 mit der Stadt Solingen vereinigt. Damit wurde I. Feld ein Ortsteil Solingens.
In der zweiten Hälfte des 19. Jahrhunderts siedelte sich südlich des I. Felds eine große Ringofenziegelei an. Sie erstreckte sich in den 1920er Jahren am unteren Ende der II. Felder Straße (heute Zietenstraße) bis zur heutigen Emslandstraße (Lage). In den 1890er Jahren wurde die Bahnstrecke Wuppertal-Oberbarmen–Solingen unmittelbar nördlich am Ort vorbei trassiert. Bis dahin hatte die Hofschaft noch auf freiem Feld südöstlich der Stadt Solingen gelegen, auch wenn seit der Gründerzeit die I. Felder Straße (heute Felder Straße) vom Werwolf her bereits zusammenhängend durch Wohnhäuser bebaut worden war. Für den Bau von Verwaltungs- und Lagergebäuden des Unternehmens Brangs + Heinrich wurden schließlich in den 1950er Jahren große Teile der Hofgebäude des I. Felds abgebrochen. Das Unternehmen der Verpackungsindustrie ist bis heute an diesem Standort ansässig.
Die Ringofenziegelei am I. Feld wurde bei den Luftangriffen auf Solingen im November 1944 schwer getroffen. Der Standort wurde jedoch nach dem Zweiten Weltkrieg weiter industriell genutzt. Nach dem Abriss der Fabrikgebäude 2005/2006 entstand dort ab 2007 eine Wohnsiedlung mit Einfamilien- und Reihenhäusern an den neu angelegten Straßen Emsland-, Niederhein-, Sieger- und Sauerlandstraße.